# Арнулф I (Бавария)
Арнулф I Лошия (на немски: Arnulf I. der Böse; † 14 юли 937, Регенсбург) е херцог на Бавария от 907 г. Той произлиза от род Луитполдинги.

## Биография
Арнулф I е син на маркграф и херцог Луитполд († 4 юли 907), от могъщия баварски благороднически род Хуоси, който основава династията на Луитполдингите. Майка му Кунигунда (* 880) е дъщеря на Бертолд I, пфалцграф на Швабия (Ахалолфинги), брат на императрица Рихарда Швабска, съпруга на император Карл Дебели. Баща му е убит на 4 юли 907 г. и майка му се омъжва през 913 г. за немския крал Конрад I.
Арнулф I реорганизира баварската войска, пострадала унищожително в битката при Братислава на 9 август 907 г. с унгарците. През 913 г. той получава чрез сключен договор от унгарците обещание да не нападат повече Бавария.
Той подчинява Бохемия и през 933/934 г. получава Лангобардската корона за сина си Еберхард, след като лангобардската висша аристокрация му я предложила.
Арнулф I е погребан в „Св. Емерам“ в Регенсбург.

## Фамилия
Арнулф I се жени през 910 г. за Юдит фон Сюлихгау (* сл. 888; † ?) от Фриули (Унруохинги), дъщеря на Еберхард († сл. 889), граф на Сюлихгау, граф на Юлихгау, и Гизела, дъщеря на граф Валтфред от Верона. Те имат децата:
- Еберхард (* 912, † 940), 937 – 938 херцог на Бавария
- Арнулф (* 913, † 22 юли 954), пфалцграф на Бавария
- Херман († 954)
- Хайнрих († сл. 954)
- Лудвиг (* 930, † сл. 974)
- Юдит Баварска (* 925; † сл. 984), омъжена 937/940 г. за херцог Хайнрих I († 955)
- дъщеря (* ок. 925), омъжена 947/955 г. за Бурхард, маркграф от Австрия († сл. 982), родители на Хайнрих I, епископ на Аугсбург (973 – 982)